# Veenendaal-Veenendaal Classic 2019
La Veenendaal-Veenendaal Classic 2019, trentaquattresima edizione della corsa, valida come evento dell'UCI Europe Tour 2019 categoria 1.1, si è svolta il 21 agosto 2019 su un percorso di 190,7 km, con partenza ed arrivo a Veenendaal, nei Paesi Bassi. La vittoria è stata appannaggio dell'australiano Zakkari Dempster, che ha completato il percorso in 4h 11' 38" alla media di 45,471 km/h precedendo gli olandesi Martijn Budding e Nick van der Lijke.
Al traguardo di Veenendaal sono stati 77 i ciclisti, dei 109 alla partenza, che hanno portato a termine la competizione.

## Squadre e corridori partecipanti
| N.    | Cod. | Squadra                    |
| ----- | ---- | -------------------------- |
| 1-7   | ICA  | Israel Cycling Academy     |
| 11-17 | PCB  | Team Arkéa-Samsic          |
| 21-27 | ROC  | Roompot-Charles            |
| 31-35 | VCB  | Vital Concept-B&B Hotels   |
| 41-47 | WGG  | Wanty-Gobert Cycling Team  |
| 51-57 | ALE  | Alecto Cyclingteam         |
| 61-67 | BRT  | BEAT Cycling Club          |
| 71-77 | DHB  | Canyon dhb p/b Bloor Homes |
| 81-86 | DSU  | Development Team Sunweb    |

| N.      | Cod. | Squadra                 |
| ------- | ---- | ----------------------- |
| 91-97   | MET  | Metec-TKH CC p/b Mantel |
| 101-106 | MTA  | Monkey Town-à Block CT  |
| 111-117 | SEG  | SEG Racing Academy      |
| 121-127 | STF  | Start Cycling Team      |
| 131-137 | CCD  | Team Differdange GeBa   |
| 141-146 | LKH  | Team Lotto-Kern Haus    |
| 151-157 | VLA  | Vlasman CT              |
| 161-167 | EVO  | EvoPro Racing           |

## Ordine d'arrivo (Top 10)
| Pos. | Corridore          | Squadra     | Tempo    |
| ---- | ------------------ | ----------- | -------- |
| 1    | Zakkari Dempster   | Israel      | 4h11'38" |
| 2    | Martijn Budding    | BEAT        | s.t.     |
| 3    | Nick van der Lijke | Roompot     | s.t.     |
| 4    | Oscar Riesebeek    | Roompot     | a 9"     |
| 5    | Sven Burger        | SEG         | s.t.     |
| 6    | Piotr Havik        | BEAT        | a 13"    |
| 7    | Arvid de Kleijn    | Metec       | a 19"    |
| 8    | August Jensen      | Israel      | s.t.     |
| 9    | Adriaan Janssen    | Monkey Town | a 22"    |
| 10   | Jesper Asselman    | Roompot     | a 28"    |